# Poecilobothrus comitialis
Poecilobothrus comitialis är en tvåvingeart som först beskrevs av Kowarz 1867.  Poecilobothrus comitialis ingår i släktet Poecilobothrus och familjen styltflugor. Inga underarter finns listade i Catalogue of Life.